# قرضو
قرضو هي مدينة تقع في منطقة باري الشمالية الشرقية في الصومال. هي جزء من ولاية بونتلاند التي تتمتع بالحكم الذاتي، وهي مركز مقاطعة قرضو.

## تاريخ
قرضو هي واحدة من سلسلة المستوطنات القديمة في شمال الصومال. في وادي آري، في منتصف الطريق بين المدينة وإسكوشوبان، كانت توجد ذات يوم مدينة كبيرة بها هياكل كبيرة ذات جدران سميكة. تقع قرضو أيضًا بالقرب من مكان دفن الجد المباشر لعشيرة مريحان دارود.
في أوائل العصر الحديث، كانت قرضو جزءًا من سلطنة مجرتين، التي تتمركز في علولة. تم دمجها لاحقًا في أرض الصومال الإيطالية خلال أوائل القرن العشرين.
قرضو هي بمثابة عاصمة منطقة كركار الفرعية.

## التركيبة السكانية
عام 2000، كان عدد سكان قرضو يبلغ حوالي 47400 نسمة. يبلغ عدد سكان منطقة قرضو 60825 نسمة اعتبارًا من عام 2005.

## المناخ
تتمتع قرضو بمناخ صحراوي حار ( تصنيف كوبن للمناح BWh).
| البيانات المناخية لـقرضو                                                                           | البيانات المناخية لـقرضو | البيانات المناخية لـقرضو | البيانات المناخية لـقرضو | البيانات المناخية لـقرضو | البيانات المناخية لـقرضو | البيانات المناخية لـقرضو | البيانات المناخية لـقرضو | البيانات المناخية لـقرضو | البيانات المناخية لـقرضو | البيانات المناخية لـقرضو | البيانات المناخية لـقرضو | البيانات المناخية لـقرضو | البيانات المناخية لـقرضو |
| الشهر                                                                                              | يناير                    | فبراير                   | مارس                     | أبريل                    | مايو                     | يونيو                    | يوليو                    | أغسطس                    | سبتمبر                   | أكتوبر                   | نوفمبر                   | ديسمبر                   | المعدل السنوي            |
| -------------------------------------------------------------------------------------------------- | ------------------------ | ------------------------ | ------------------------ | ------------------------ | ------------------------ | ------------------------ | ------------------------ | ------------------------ | ------------------------ | ------------------------ | ------------------------ | ------------------------ | ------------------------ |
| الدرجة القصوى °م (°ف)                                                                              | 32.8 (91.0)              | 39.0 (102.2)             | 36.5 (97.7)              | 36.6 (97.9)              | 39.5 (103.1)             | 38.6 (101.5)             | 35.0 (95.0)              | 35.0 (95.0)              | 37.8 (100.0)             | 36.5 (97.7)              | 34.3 (93.7)              | 32.8 (91.0)              | 39.5 (103.1)             |
| متوسط درجة الحرارة الكبرى °م (°ف)                                                                  | 29.3 (84.7)              | 30.1 (86.2)              | 32.5 (90.5)              | 33.6 (92.5)              | 34.7 (94.5)              | 33.3 (91.9)              | 31.6 (88.9)              | 32.7 (90.9)              | 34.4 (93.9)              | 33.2 (91.8)              | 30.7 (87.3)              | 29.4 (84.9)              | 32.1 (89.8)              |
| المتوسط اليومي °م (°ف)                                                                             | 21.4 (70.5)              | 21.2 (70.2)              | 23.9 (75.0)              | 26.2 (79.2)              | 27.7 (81.9)              | 27.2 (81.0)              | 26.2 (79.2)              | 26.5 (79.7)              | 27.2 (81.0)              | 25.3 (77.5)              | 22.2 (72.0)              | 21.5 (70.7)              | 24.7 (76.5)              |
| متوسط درجة الحرارة الصغرى °م (°ف)                                                                  | 13.4 (56.1)              | 13.5 (56.3)              | 15.3 (59.5)              | 18.5 (65.3)              | 20.6 (69.1)              | 21.2 (70.2)              | 20.6 (69.1)              | 20.3 (68.5)              | 20.0 (68.0)              | 17.5 (63.5)              | 13.6 (56.5)              | 13.6 (56.5)              | 17.3 (63.1)              |
| أدنى درجة حرارة °م (°ف)                                                                            | 5.6 (42.1)               | 6.0 (42.8)               | 6.0 (42.8)               | 10.0 (50.0)              | 15.0 (59.0)              | 17.4 (63.3)              | 18.0 (64.4)              | 17.0 (62.6)              | 16.0 (60.8)              | 10.0 (50.0)              | 7.2 (45.0)               | 6.5 (43.7)               | 5.6 (42.1)               |
| الهطول مم (إنش)                                                                                    | 1 (0.0)                  | 0 (0)                    | 3 (0.1)                  | 19 (0.7)                 | 35 (1.4)                 | 3 (0.1)                  | 1 (0.0)                  | 8 (0.3)                  | 5 (0.2)                  | 16 (0.6)                 | 2 (0.1)                  | 3 (0.1)                  | 96 (3.8)                 |
| متوسط أيام هطول الأمطار (≥ 0.1 mm)                                                                 | 0                        | 0                        | 0                        | 1                        | 2                        | 0                        | 0                        | 1                        | 1                        | 2                        | 0                        | 0                        | 7                        |
| متوسط الرطوبة النسبية (%)                                                                          | 59                       | 59                       | 55                       | 58                       | 59                       | 58                       | 63                       | 62                       | 59                       | 60                       | 63                       | 63                       | 60                       |
| نسبة وصول أشعة الشمس                                                                               | 82                       | 84                       | 81                       | 75                       | 69                       | 80                       | 74                       | 79                       | 80                       | 78                       | 82                       | 82                       | 79                       |
| المصدر #1: الأرصاد الجوية الألمانية                                                                |                          |                          |                          |                          |                          |                          |                          |                          |                          |                          |                          |                          |                          |
| المصدر #2: Food and Agriculture Organization: Somalia Water and Land Management (percent sunshine) |                          |                          |                          |                          |                          |                          |                          |                          |                          |                          |                          |                          |                          |

## التعليم
يوجد في قرضو عدد من المؤسسات الأكاديمية، منها، وفقًا لوزارة التعليم في بونتلاند، 39 مدرسة ابتدائية. تشمل المدارس الثانوية في المنطقة الشيخ عثمان ومنتدى والنووي والعشار.
في مستوى ما بعد المرحلة الثانوية، تُوفّر جامعة شرق الصومال التعليم العالي. كما يوجد في المدينة أحد فروع جامعة شرق إفريقيا السبعة.

## الخدمات
في 25 نوفمبر 2012، افتتحت حكومة بونتلاند سجنًا جديدًا شديد الحراسة. تم افتتاح المؤسسة من قبل رئيس بونتلاند السابق عبد الرحمن محمود فارولي ووفد من الوزراء وممثلين حكوميين كبار ومسؤولين محليين.
بالإضافة إلى ذلك، يوجد بالمدينة مستشفى قرضو العام. وهي منشأة رعاية صحية خاصة بها مختبر خدمة علم الأحياء الدقيقة.
في أبريل 2013، أعلنت وزارة مصايد الأسماك والموارد البحرية في بونتلاند عن خطط لفتح سوق جديد للأسماك خلال العام في قرضو. يعد المشروع جزءًا من خطة تطوير إقليمية أكبر ستشهد أيضًا افتتاح سوق مماثل في جالكعيو.
في يونيو 2014، أطلقت حكومة بونتلاند حملة جديدة لزراعة الأشجار في الولاية، حيث من المقرر أن تزرع وزارة البيئة والحياة البرية والسياحة الإقليمية 25.000 شجرة بحلول نهاية العام.
في مايو 2015، أعلنت حكومة إقليم بونتلاند أنه من المقرر إطلاق مشاريع تنموية جديدة في قرضو.

## وسائل النقل
يتم تقديم خدمات النقل الجوي في قرضو من قبل مطار قرضو. في أواخر سبتمبر 2013، أعلن نائب وزير الطيران المدني في بونتلاند عبد الخالق جيلي أن السلطات في منطقة بونتلاند المستقلة في الصومال ستجري تجديدات رئيسية في المطار، وكذلك في مطار غاروي الدولي في غاروي، ومطار عبد الله يوسف الدولي في جالكعيو. تم إطلاق عملية مناقصة لمبادرة ترقية مماثلة في وقت واحد في مطار بوصاصو.
في أكتوبر 2012، بدأت هيئة الطرق السريعة في بونتلاند أيضًا مشروعًا رئيسيًا للترقية والإصلاح على الطريق الرئيسي الذي يربط قرضو ببوصاصو.